# Попов, Иван Тимофеевич
Иван Тимофеевич Попов — советский хозяйственный и политический деятель.
Депутат Верховного Совета СССР 2-го (1946 - 1950 годы), 3-го (1950 - 1954 годы) и 3-го (1954 - 1958 годы) созывов от Псковской области.
Неоднократно избирался членом Псковского областного комитета (обкома) КПСС и депутатом областного Совета депутатов трудящихся. Постоянный депутат районного Совета депутатов и Большехрапского сельского совета, член бюро райкома партии.

## Биография
Родился 15 сентября 1899 г. в деревне Дубишно Порховского уезда.
Родители – бедные крестьяне, всю жизнь батрачили на помещиков и сельских богатеев.
С детства, до Октябрьской революции 1917 года работал батраком и пастухом в родной деревне. С 1919 по 1922 годы служил в рядах Красной Армии, участвовал в Гражданской войне. В 1929 г. был избран председателем коммуны «Комсомолец» Дедовичского района.
С 1932 г. – член ВКП(Б).
В 1934 – 1966 годы был бессменным председателем колхоза «Красная Заря» Дедовичского района. С 1941 по 1944 гг. – активный участник партизанского движения, интендант 3-го полка 2-й Ленинградской партизанской бригады, один из организаторов продовольственного обоза в блокадный Ленинград в 1942 г. В 1944 г., после освобождения Дедовичского района от фашистов закончил воевать и занялся восстановлением колхоза «Красная Заря».
Колхоз «Красная Заря» в период председательства И. Т. Попова был всегда одним из лучших в Псковской области, неоднократным участником Всесоюзной сельскохозяйственной выставки, передовые колхозники имели высокие государственные награды.
В 1966 году вышел на заслуженный отдых.
Образование – неграмотный. Обладая отличной памятью, запоминал всю информацию на слух.
Жена – Попова Евдокия Петровна 
Умер 20 декабря 1980 г., похоронен на старом кладбище п. Дедовичи.